# 14

14(십사)는 13보다 크고 15보다 작은 자연수다.

## 수학
- 합성수로, 그 약수는 1, 2, 7, 14다. 진약수의 합은 10이므로, 14는 부족수다.
  - 5번째 반소수다. 앞의 반소수는 10, 다음 반소수는 15다.
- 4번째 카탈랑 수다. 앞의 카탈랑 수는 5, 다음은 42이다.
- 2번째 십사각수다. 다음 십사각수는 39다.
- {\displaystyle 14=1^{2}+2^{2}+3^{2}}
  - 3번째 사각뿔수다. 앞의 사각뿔수는 5, 다음은 30이다.
  - 연속하는 세 자연수의 제곱합으로 나타낼 수 있는 가장 작은 수이며, 이 성질을 지닌 다음 수는 29다.
- 제곱은 196이다. 또한 루트(제곱근)14는 약 3.74165738677이다
- 100 이하의 7의 배수, 200 이하의 14의 배수는 총 14개이다.
- 14번째 소수는 41인데, 14를 오른쪽에서 왼쪽으로 읽으면 41이 된다. (1을 포함 시)

## 과학
- 규소(Si)의 원자번호.
- 쥐며느리의 다리 수.
- NGC 14: 페가수스자리 방향에 있는 불규칙은하.

## 교통
- 고속도로
  - 대한민국 함양울산고속도로의 노선 번호.
  - 유럽 고속도로 14호선: 노르웨이 트론헤임에서 스웨덴 순스발까지 이어지는 유럽 고속도로.
  - 아우토반 14호선(영어판, 독일어판): 독일의 고속도로.
- 국도 제14호선
  - 대한민국 14번 국도: 경상남도 거제시 남부면에서 경상북도 포항시 남구까지 이어지는 대한민국의 국도.
  - 일본 14번 국도: 도쿄도 주오구에서 지바현 지바시 주오구까지 이어지는 일본의 국도.
  - 미국 14번 국도: 와이오밍주 옐로스톤 국립공원에서 일리노이주 시카고까지 이어지는 미국의 국도.
- 기타 도로
  - 현도 제14호선

## 군사
- M14 지뢰(이하 발목지뢰)라는 지뢰가 있다.
- M14 소총이라는 예전 미국 제식 7.62mm 소총이 있다.

## 문화재
- 대한민국의 국보 제14호: 영천 은해사 거조암 영산전
- 대한민국의 보물 제14호: 수원 창성사지 진각국사탑비
- 대한민국의 사적 제14호: 부여 능산리 고분군

## 방송
- 스카이라이프의 KT알파 쇼핑 채널 번호.
- 지니 TV의 홈앤쇼핑 채널 번호.
- B tv의 NS홈쇼핑 채널 번호.
- U+ TV의 EBS 1TV 채널 번호.

## 시간
- 14시는 오후 2시이다.

## 스포츠
- 축구 선수 요한 크라위프가 당시 일반적인 공격수가 다는 번호가 아닌 14번을 달고 나와 포지션과 등번호의 상관관계를 무의미하게 만든 적이 있다.

## 기타
- 날짜: 1월 4일
- 연도: 14년, 기원전 14년
- 일부 문화권(일본, 남아메리카 등)에서는 행운의 수로 여긴다.
- 아그리콜라 (보드 게임)
- 톨킨의 소설 호빗에서 모험을 떠나는 인물의 수는 총 14명이다. 또 주인공인 빌보 배긴스는 "나는 행운의 수를 위해 선발되었습니다."라고 말한다.
- 달력의 일부는 지난해 11월과 12월, 그해 1~12월까지 합쳐 열네 달이 있는 달력도 있다.
- 요한 제바스티안 바흐의 음악 서명. A=1, B=2, C=3 식으로 할 때, B + A + C + H = 14이고 J + S + B + A + C + H = 41이 된다.
- 설날로부터 14일 뒤는 정월 대보름이다. 설이 1월이면 2월에, 2월이면 2월이나 3월에 대보름이 있는 셈이고 설과 대보름은 같은 요일이 되는 셈이다.
- 한글 자음은 총 14개이며, ㄱ,ㄴ,ㄷ,ㄹ,ㅁ,ㅂ,ㅅ,ㅇ,ㅈ,ㅊ,ㅋ,ㅌ,ㅍ,ㅎ이다.
- 서양에서는 13 공포증으로 인해, 건물의 13층을 건너뛰고 14층으로 만들기도 한다.